# المعتقلون الطاجيك في غوانتانامو
في 15 مايو 2006 اعترفت وزارة الدفاع الامريكية أن اعتقلت 12 معتقل طاجيكي في غوانتانامو. تم فتح معسكرات الاعتقال لأول مرة في 11 يناير 2002 في القاعدة البحرية في خليج غوانتانامو في كوبا. عدد المعتقلين الكلي في غوانتانامو هو 779 معتقل إداريًا خارج نطاق القضاء في معتقل غوانتانامو الأمريكي في كوبا منذ فتح معسكرات الاعتقال، وانخفص العدد إلى 160 تقريبًا في ديسمبر 2013.

## القائمة
| رقم الاعتقال | الاسم                    | تاريخ الميلاد | تاريخ الاعتقال | تاريخ إطلاق السراح | ملاحظات |
| ------------ | ------------------------ | ------------- | -------------- | ------------------ | --- |
| 76           | روكنيدين شاريبوف         | 1973/03/15    | 2002-01-15     | 2007-02-28         | أُعيد إلى وطنه في مارس 2007. وأقيمت له محاكمة في 7 أغسطس 2007 في طاجيكستان، وتم الحكم عليه بالسجن لمدة 17 عامًا، قال عمر حمزاويفتش لصحيفة ميامي هيرالد أن الحكومة الطاجيكية هددته هو وروكنيدين شاريبوف وطاجيكي آخر بأنه سيتم حبسهم إن لم يتظاهروا بأنهم مجاهدين ليعملوا جواسيس لحسابها. |
| 77           | مهرابانب فازرولا         | 1962/10/18    | 2002-02-09     | 2007-02-28         | |
| 83           | يوسف نبيد                | 1963/08/05    | 2002-02-08     | 2004-07-17         | أعيد إلى بلده في 17 يوليو 2004، قبل أسبوعين من انعقاد المحكمة الأولى لاستعراض وضع المقاتلين. |
| 90           | عبد المقيت فوخيدوف       | 1969/11/13    | 2002-01-15     | 2007-02-28         | |
| 208          | معروف سليموفيتش صالحوف   | 1978/03/03    | 2002-01-20     | 2005-08-19         | |
| 257          | عمر حمزاويفتش            | 1978/10/11    | 2002-02-09     | 2016-07-10         | تم نقله إلى صربيا في 11 يوليو 2016. |
| 641          | عبد الكريم إرغاشيف       | 1965/05/07    | 2002-06-08     | 2004-07-17         | أعيد إلى بلده في 17 يوليو 2004، قبل أسبوعين من انعقاد المحكمة الأولى لاستعراض وضع المقاتلين. |
| 665          | سادي إيديوف              | 1953          | 2002-06-14     | 2004-03-31         | أعيد إلى بلده في 31 مارس 2004، قبل أسبوعين من انعقاد المحكمة الأولى لاستعراض وضع المقاتلين. |
| 729          | مهيبولو عبد الكريم عمروف | 1980/10/06    | 2002-08-05     | 2004-03-31         | |
| 731          | مظهر الدين               | 1979/12/01    | 2002-08-05     | 2004-03-31         | |
| 732          | شيرينوف غفار هوماروفيتش  | 1974/01/09    | 2002-08-05     | 2004-03-31         | |
| 1095         | زين العابدين ميروزيف     | 1978          | غير معروف      | 2008-10-31         | |